# إين (لقب)
إين

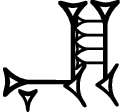

وهو مصطلح سومري معناه السيد أو الكاهن ومن هذا اللقب أشتقت كلمة إينسي وأستخدم هذا اللقب من فترة أوروك ومن هذا اللقب أشتقت أسماء ألهة السومرين ومنهم :
- إنليل
- إنانا
- إنكي
- إينزو(سين)